# Alpha și Omega 2: Aventuri de sărbători
Alpha și Omega 2: Aventuri de sărbători (engleză Alpha and Omega 2: A Howl-iday Adventure) este un film de animație american de aventură și comedie generat de computer, ce este regizat de Richard Rich. Filmul reprezintă o continuare a filmului original Alpha și Omega, și de fel al doilea din franciza de filme cu același nume. Inițial propus pentru o lansare cinematografică largă ca urmare a succesului primului film, acest film a avut parte de numeroase scandale și amânări în timpul producției, făcând ca ulterior să fie pus direct pe DVD pe 8 octombrie 2013 în mod național și de Lionsgate Films în mod mondial. Astfel acesta a primit recenzii mixte. Filmul a avut o relansare pe 7 octombrie 2014.
Toți actorii din filmul anterior nu s-au întors de loc pentru această continuare. Însă la fel ca și filmul original, Alpha și Omega 2: Aventuri de sărbători s-a dovedit a fi un mare succes după lansare în ciuda recenziilor sale mixte, și a dobândit de asemenea o urmărire cultă.
Premiera în România a filmului a fost pe 30 noiembrie 2014 pe canalul Boomerang, ca parte a programului Boomerang Cinema.
O continuare a filmului, intitulată Alpha și Omega 3: Marile jocuri ale lupilor, a fost lansată pe 25 martie 2014.

## Premisă
Kate și Humphrey, împreună cu cei trei pui de lup (Stinky, Claudette și Runt), se pregătesc pentru a sărbători prima lor iarnă împreună.
Dar puiul lor cel mai mic, Runt, dispare misterios. Acum, ei trebuie să meargă într-o nouă călătorie, prin pustietăți, pentru a-l găsi și aduce înapoi pe Runt, înainte ca zăpezile iernii să le blocheze drumul spre casă. Este aventura lor cea mai mare, plină de acțiune și suspans, precum și de umor și de o mulțime de momente emoționante. Chiar dacă aventura lor nu se termină așa cum a fost planificată, Kate și Humphrey descoperă că „Nicăieri nu e ca acasă”.

## Voci
- Meryl Leigh - Prințesa
- Liza West - Runt
- Ben Diskin - Humphrey
- Kate Higgins - Kate, Stinky, Lilly
- Lindsay Torrance - Claudette
- Blackie Rose - Garth, Regele
- Maxwell Je - Winston
- Tracy Pfau - Eve
- Bill Lader - Tony, Pungaș #2
- Hugh Tyrrell - Salty
- Chris Smith - Marcel, Paddy, Pungaș #3
- Shaun Gerardo - Pungaș #1
- Willa Fogelson - Brad
- Harrper Fogelson - Porc spinos

## Legături externe
- Alpha și Omega 2: Aventuri de sărbători la Internet Movie Database